# فرودگاه شهرستان هامبولت
فرودگاه شهرستان هامبولت (به انگلیسی: Humboldt Municipal Airport (Iowa)) یک فرودگاه همگانی بهره‌برداری هوایی با کد یاتا HUD است که یک باند فرود آسفالت دارد و طول باند آن ۱۰۴۲ متر است. این فرودگاه در کشور ایالات متحده آمریکا قرار دارد و در ارتفاع ۳۳۳ متری از سطح دریا واقع شده‌است.